# 赤いブランコ/Planet Tokyo
「赤いブランコ/Planet Tokyo」（あかいブランコ/プラネットトーキョー）は、PUFFYの16枚目のシングル。2002年11月20日発売。発売元はエピックレコードジャパン。

## 解説
- サントリー「DAKARA 2002 winter Ver.」CMソング。
- 「Planet Tokyo」は、「赤いブランコ」の英語ヴァージョン。訳詞ではなく、歌詞の内容は異なる。アルバム『NICE.』のアメリカ盤に収録された。
- 「あたらしい日々」以来のアンディ・スターマープロデュース。
- 歌詞は2人にしか分からない内容になっており、ライブでは定番曲の一つである。通称「赤ブラ」。
- 大貫亜美の妊娠中であったため、プロモーションがほとんどされなかった。
- PVは、北米ツアーの映像で構成されている。

## 収録曲
1. 赤いブランコ [3:50]
作詞：PUFFY、作曲：Andy Sturmer
2. Planet Tokyo [3:50]
作詞・作曲：Andy Sturmer
3. アジアの純真 〜English Version〜 [4:45]
作詞：Cara Jones・井上陽水、作曲：奥田民生

## 収録アルバム
- Hit&Fun (#1)